# هوویزی
هوویزی (به چکی: Hovězí) یک منطقهٔ مسکونی در جمهوری چک است که در ناحیه وستین واقع شده‌است. هوویزی ۲۲٫۱ کیلومتر مربع مساحت و ۲٬۴۰۷ نفر جمعیت دارد و ۳۸۵ متر بالاتر از سطح دریا واقع شده‌است.